# ボリシェヴィキの国におけるウェスト氏の異常な冒険
『ボリシェヴィキの国におけるウェスト氏の異常な冒険』（ボルシェヴィキのくににおけるウェストしのいじょうなぼうけん、ロシア語: Необычайные приключения мистера Веста в стране Большевиков）は、1924年製作・公開、レフ・クレショフ監督によるソビエト連邦（ソ連）の長篇劇映画である。「反米」を明確に表現したソ連の最初の映画である。

## 略歴・概要
1922年に成立した新しい国・ソビエト連邦を背景に製作された、クレショフ工房の第1回作品である。
ウェスト氏を演じたポルフィリ・ポドーベドはクレショフより年長の役者であったが、のちに監督作もある。ボリス・バルネットは、3年後に『ミス・メンド』で監督としてデビューした。悪役の伯爵を演じたフセヴォロド・プドフキンは、本作で脚本も書き、クレショフの実生活では妻であるアレクサンドラ・ホフロワが、伯爵夫人を演じた。いずれも映画監督である。レオニード・オボレンスキー、ウラジミール・フォーゲル、ピョートル・ガラジェフ、ヴェラ・ロパティーナは本作で俳優としてデビューした。

## ストーリー
舞台は、新しい社会主義国、ボリシェヴィキの国となったソビエト連邦の首都モスクワ。
ウェスト氏（ポルフィリ・ポドーベド）が、カウボーイのジュディ（ボリス・バルネット）を伴って、同地に到着した。モスクワではギャングやペテン師が横行しており、なかでも没落貴族・シュバン伯爵（フセヴォロド・プドフキン）は、たちが悪かった。アメリカで報道されているような「社会主義者」たちが、次々にウェスト氏が驚くような事件に巻き込む。それを伯爵一味が救出する、という茶番だ。
そんな罠から、ジュディと警官（アナトーリ・ゴルチリン）がウェスト氏を救う。ウェスト氏は、やがて、社会主義ソビエトの真の姿を知る。

## キャスト
- ポルフィリ・ポドーベド - ウエスト氏

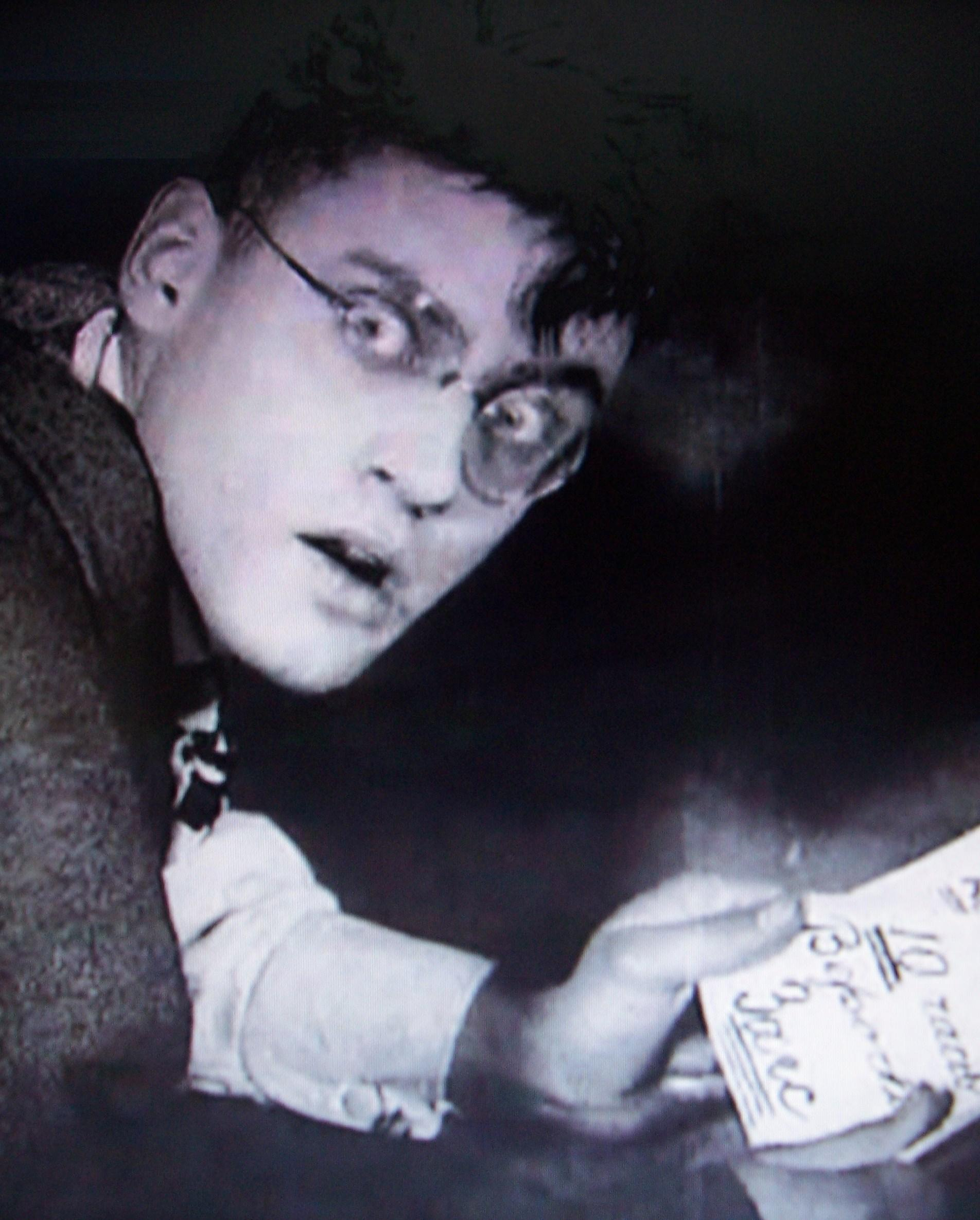
ウラジーミル・フォーゲル。

- ボリス・バルネット - カウボーイのジュディ
- アレクサンドラ・ホフロワ - 伯爵夫人
- フセヴォロド・プドフキン - 伯爵シュバン
- セルゲイ・コマロフ - 片目のペテン師
- レオニード・オボレンスキー
- ヴェラ・ロパティーナ - アメリカ人エリー
- G・ハルランピエフ - ショーンカ・スヴィスチ
- ピョートル・ガラジェフ - ペテン師
- S・スレトフ - ペテン師
- V・ラティシェフスキー - ペテン師
- アナトーリ・ゴルチリン - 警官
- ウラジーミル・フォーゲル